# فرانسيسكا جيفاي
فرانسيسكا غيفاي (بالألمانية: Franziska Giffey) (اسم الولادة Süllke، مواليد 3 أيار 1978 في فرانكفورت)، سياسية ألمانية تنتمي إلى الحزب الديمقراطي الاجتماعي (SPD) تشغل منصب سيناتور الشؤون الاقتصاد والطاقة والمؤسسات منذ 27 أبريل 2023 في مجلس شيوخ برلين. شغلت قبلها منصب العمدة الحاكم لبرلين من ديسمبر 2021 إلى أبريل 2023. كما شغلت سابقًا منصب وزيرة الأسرة وكبار السن والنساء والشباب في حكومة المستشارة أنغيلا ميركل الرابعة من مارس 2018 إلى مايو 2021.[3][4] استقالت من منصبها الوزاري نتيجة قضية الانتحال التي أحاطت بأطروحتها، سُحبت منها شهادة الدكتوراه في يونيو 2021. من عام 2015 إلى عام 2018 شغلت منصب عمدة منطقة نويكولن في برلين.
منذ نوفمبر 2020 تترأس حزبها في برلين مع رائد صالح.

## حياتها
بعد انتهاء مرحلة الثانوية في مدرسة حكومية في فورستنفالدة في عام 1997 شرعت جيفاي في دراسة تعليم مادتي اللغة الفرنسية والإنجليزية في جامعة هومبولت في برلين، و بسبب المشاكل الصوتية التي أصابتها نتيجة ضعف عضلة الحنجرة حاولت أن تصبح معلمة بالرغم من نُصح الأطباء لها بالعدول عن ذلك . لم تكمل جيفاي دراسة المعلمين ودرست من عام 1998 حتى عام 2002 دبلومة إدارة في كلية الإدارة والقانون في برلين (FHVR). وخلال دراستها في عام 2000 عملت بشكل جاد لعدة شهور كموظفة لمكتب عمدة حي لويسهام في لندن وكان ديفيد سولفان هو العمدة في ذلك الوقت.
بعدما أنهت دراستها عملت من عام 2001 حتى عام 2002 في مكتب عمدة حي تريبتوف - كوبينيك في برلين وكان كلاوس أولبريشت هو العمدة، وفيما بعد أصبحت مفوضية الشؤون الأوروبية لحي نيوكولن الواقع في برلين.
و بجانب عملها كمفوضية الشؤون الأوروبية أنهت جيفاي من عام 2003 حتى عام 2005 الماجستير في تخصص قسم الإدارة الأوروبية في كلية الإدارة والقانون في برلين (FHVR). في عام 2003 عملت في هذا المجال حيث مثلت برلين في الاتحاد الأوروبي في بروكسل وفي عام 2005 في الجمعية البرلمانية لمجلس أوروبا في ستراسبورغ، وعلاوة على ذلك فقد كانت بين عام 2004 حتى عام 2009 تعمل كأستاذة في عدة أكادميات ومعاهد مختلفة مثل أكادمية الإدارة في برلين والمدرسة الأوروبية للإدارة في برلين وأكادمية dbb.
من عام 2005 حتى عام 2009 أنهت جيفاي دراسة الدكتوراه في علوم السياسة في معهد أوتو-سوا في جامعة برلين الحرة، وكانت رسالة الدكتوراه تدور حول طريق أوروبا للمواطنين - سياسة اللجنة الأوروبية للمشاركة في المجتمع المدني . في عام 2010 تم ترقيتها إلى دكتورة علم الاقتصاد السياسي في جامعة برلين الحرة.

### حياتها الشخصية
إن جيفاي متزوجة من طبيب بيطري منذ عام 2008 و في عام 2009 رُزقا بطفل، ويقطنان في برلين.

## السياسة

### وظائف عامة
من عام 2002 ختى عام 2010 كانت جيفاي مفوضية الشؤون الأوروبية لحي نيوكولن الواقع في برلين، وكانت مستشارة التعليم والمدرسة والثقافة والرياضة لمقاطعة نيوكولن في الفترة ما بين الأول من سبتمبر (أيلول) عام 2010 حتى الخامس عشر من شهر أبريل (نسيان) عام 2015 . انتخبها مجلس الحي في الخامس عشر من شهر أبريل (نسيان)عام 2015 لتصبح عمدة حي نيوكولن وذلك بعد ان تم التعامل معها وقتًا طويلًا في ذلك الميدان كخليفة عمدة
الحي هاينز بوشكوفيسكي (SPD). و تشير جيفاي
إلى بوشكوفيسكي بأنه مثلها الأعلى في السياسة. وبجانب كونها عمدة الحي كانت رئيسة قسم المالية والاقتصاد و عضو مجلس إدارة شرفي للمؤسسة الثقافية شلوس بريتس.

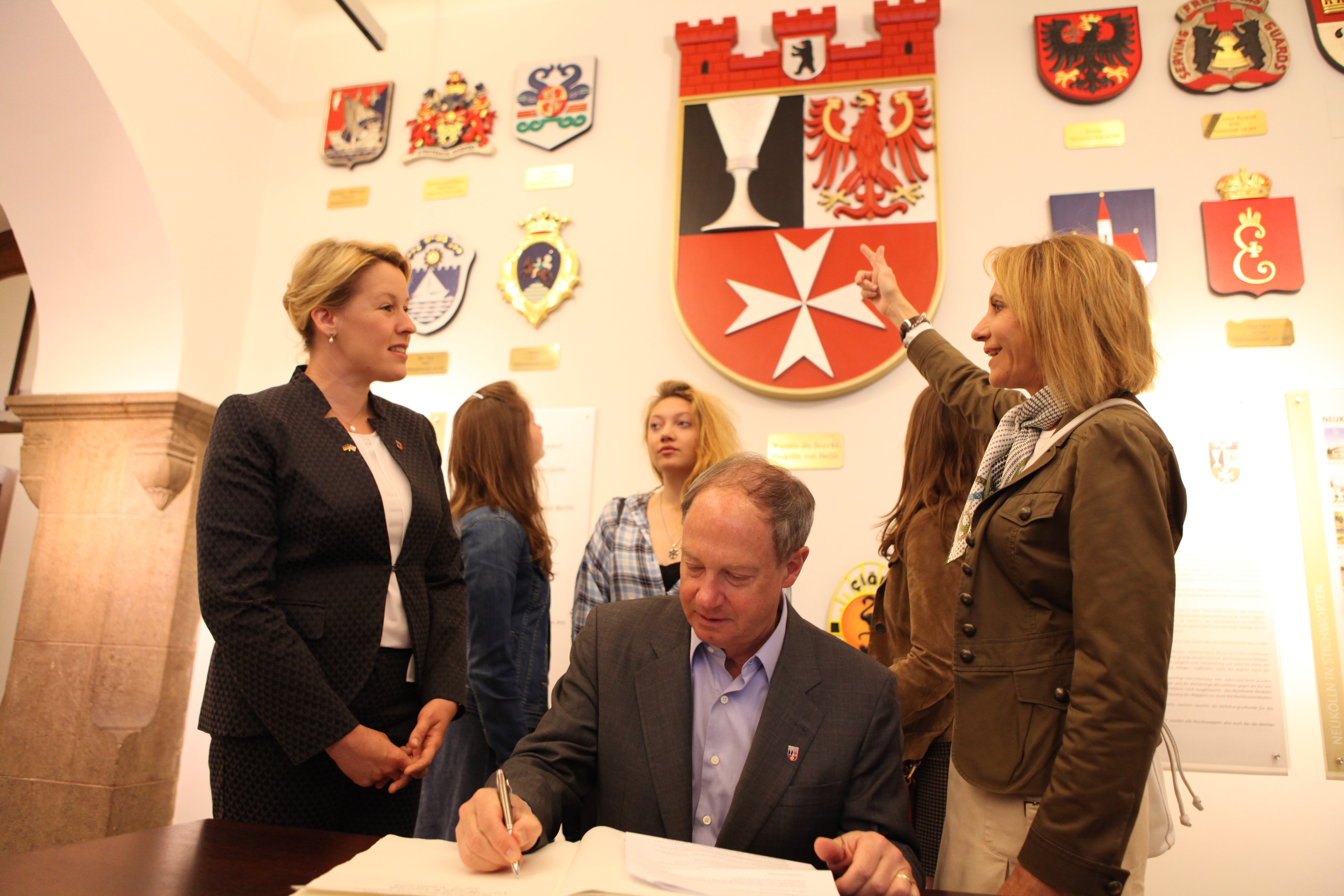
فرانسيسكا جيفاي مع سفير الولايات المتحدة الأمريكية جون ب. ايمرسون و حرمه

### الوزارة
في الرابع عشر من شهر مارس ( أذار ) تم تعيينها لمنصب الوزيرة الاتحادية لشؤون الأسرة وكبار السن والنساء والشباب في حكومة ميركل الرابعة. وخلفها مارتين هيكال في منصب عمدة حي نيوكولن.

### الحزب
انضمت جيفاي إلى الحزب الديمقراطي الاجتماعي (SPD) في عام 2007 ، وبعد انضمامها انتخبها الحزب في نيوكولن لتصبح أمينة صندوق المنطقة، ومنذ ذلك الحين فهي عضو في مجلس إدارة المنطقة وكذلك في عضو في مجلس الإدارة التنفيذي في الحزب الديقراطي الاجتماعي لحي نيوكولن
في التاسع من شهر مايو ( أيار ) عام 2014 تم انتخابها لرئاسة الحزب في نيوكولن حيث خلفت فريتس فيلجنتروي الذي لم يتم انتخابه مرة أخرى بعد عشر سنوات من المنصب.

## وصلات خارجية
- الموقع الرسمي لفرانسيسكا جيفاي (بالغة الألمانية)
- السيرة الذاتية لفرانسيسكا جيفاي على موقع حي نيوكولن (بالغة الألمانية)
- موقع حزب SPD لمنطقة نيوكولن (بالغة الألمانية)
- Porträt über Franziska Giffey in der Berliner Zeitung